# Croton piauhiensis
Espèce
Croton piauhiensis est une espèce de plantes à fleurs du genre Croton et de la famille des Euphorbiaceae, présent au Brésil (Piauí).
Il a pour synonymes :
- Croton agrarius var. inversus, Baill., 1864
- Croton inversus, Baill., 1864
- Oxydectes inversa, (Baill.) Kuntze